# Teresa Rodríguez
María Teresa Rodríguez-Rubio Vázquez (ur. 18 września 1981 w Kadyksie) – hiszpańska nauczycielka, działaczka związkowa i polityk, deputowana do Parlamentu Europejskiego VIII kadencji (2014–2015)

## Życiorys
Absolwentka filologii arabskiej, studiowała na Uniwersytecie w Kadyksie. Została nauczycielką języka hiszpańskiego w szkole średniej w Puerto Real. Zaangażowała się w działalność organizacji związkowych i feministycznych, była członkinią Zjednoczonej Lewicy, zakładała również struktury Lewicy Antykapitalistycznej w prowincji Kadyks.
W 2014 wystartowała w wyborach europejskich z listy nowo utworzonej lewicowej partii Podemos, uzyskując mandat eurodeputowanej VIII kadencji. Zrezygnowała z niego 4 marca 2015 w związku z kandydowaniem na prezydenta Andaluzji. Na to stanowisko kandydowała też w 2018. W wyniku wyborów regionalnych w 2015 i 2018 wchodziła natomiast w skład andaluzyjskiego parlamentu. W trakcie drugiej kadencji opuściła Podemos, została liderką antykapitalistycznej koalicji Adelante Andalucía. W 2022 z jej ramienia po raz kolejny wybrana na posłankę do regionalnego parlamentu.